# Oetz
Oetz je obec v Rakousku ve spolkové zemi Tyrolsko v okrese Imst.
Žije zde 2346 obyvatel (1. 1. 2022).

## Geografie
Oetz se nachází na začátku širokého údolí Ötztal. Vesnice, která tvoří shluk domů, má díky své kotlinové poloze na úpatí hory Acherkogelu (3007 m n. m.) obzvláště mírné klima, a proto se jí někdy říká "severotyrolský Meran", stejně jako okresnímu městu Imst. Západně od hlavní obce protéká říčka Ötztaler Ache.

### Členění obce
Obec se skládá z místních částí Oetz, Ötzermühl, která se s ní již dávno spojila, a samostatných vesnic Ötzerau, Habichen a Piburg. K obci patří také vesnice Mühlau a Riedeben, shluky domů (Rotten) Ebene, Schlatt, Schrofen, Seite, Stufenreich a Taxegg a několik jednotlivých farem a salaší.

### Sousední obce
Sousedními obcemi jsou Haiming, Sautens, Silz a Umhausen.

## Historie
Archeologické nálezy z doby halštatské naznačují, že se lidé v této oblasti usadili již před dvěma a půl tisíci lety. Poprvé je Ez zmíněn v darovací listině - byť zfalšované Josefem von Hormayrem před rokem 1838 - vévody Jindřicha Lva opatství Wilten, údajně z roku 1166.
Toto chybné pojmenování dodnes připomíná společenský sál v Oetzu, který byl v polovině 90. let 20. století po ideové soutěži nazván sálem "Ez", toto označení je tedy zjevně chybnou interpretací, protože "Ez" se objevuje ve větě psané latinkou, a proto nemůže znát žádné "tz". Správně přepsané označení by muselo znít "Etz" - přesně tak, jak se název místa dodnes používá v nářečí a jak se dříve psal ve středohornoněmčině. Další pravopisnou variantou bylo "Ecs". Právě z tohoto hlediska je třeba vnímat i tradici "Antiquas locus [super] munitionis fluvio Ez" ("Stará tvrz [nad] řekou Ötz") z roku 1259. V Urbáři Meinharda II. z roku 1288, který je již psán středohornoněmecky, se jméno "Etz" objevuje s "tz".

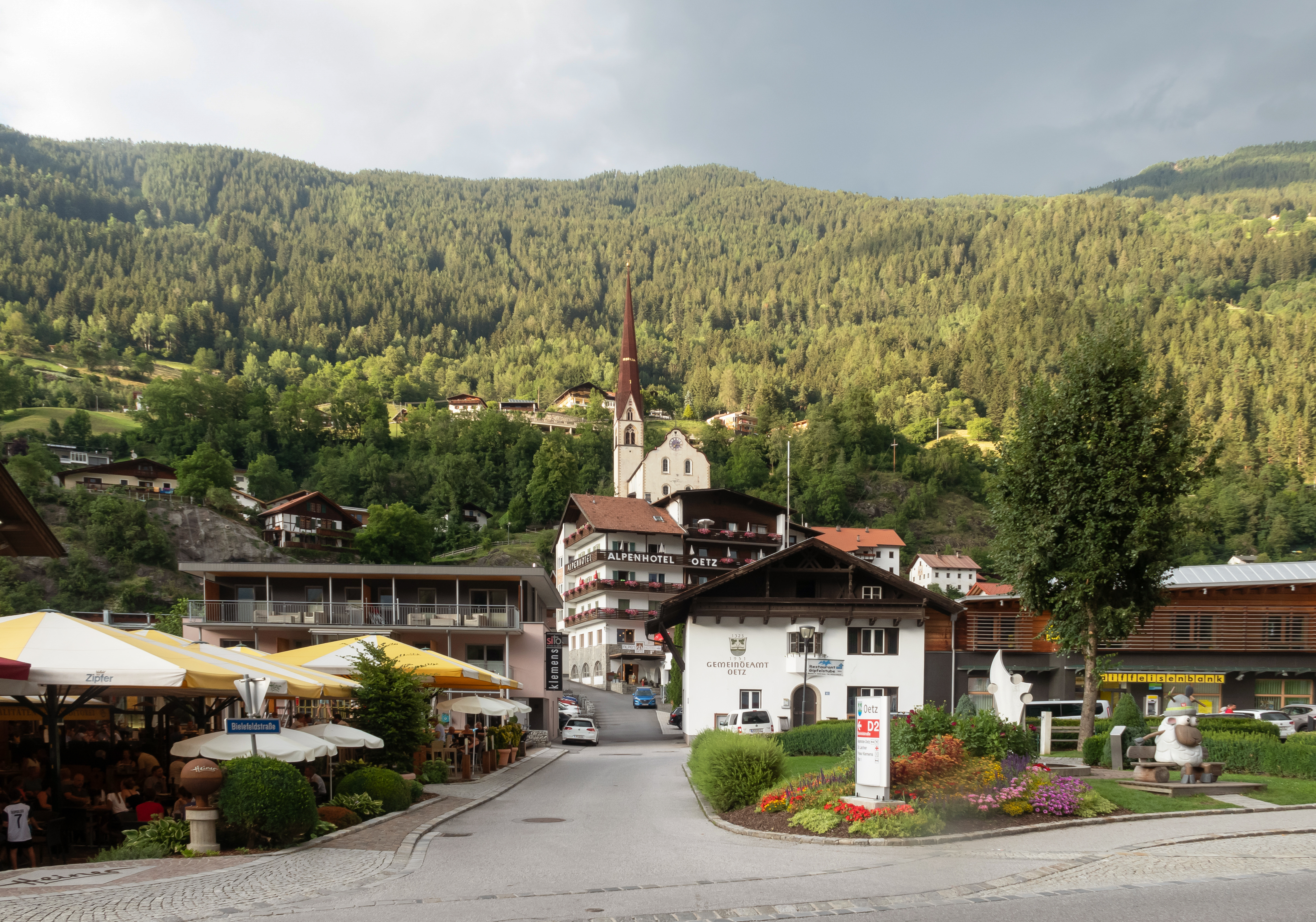
Farní kostel s hotelem na Bielefeldstrasse

Koncem 12. století postavili páni z Ronsbergu v Ötzerau hrad Auenstein. Oetz s celým údolím patřil ke dvoru Petersberg u Silzu, který hrabě Menhard II. Tyrolský v letech 1266/67 převedl pod svou vládu. "Dingstatt" (místo soudu) pro údolí se nacházelo v Oetzu, proto bylo pojmenováno podle stejné obce.
V celé oblasti od 17. století hrálo významnou roli pěstování lnu a těžily se zde tyrolské granáty (almandiny), až do počátku 20. století.
Koncem 19. století se Oetz stále více rozvíjel jako turistická obec. První okrašlovací spolek založil již v roce 1877 hoteliér a poslanec Říšské rady Johann Tobias Haid. Od poloviny 20. století následoval boom. Od 90. let 20. století však počet lůžek a přenocování opět klesá a v současné době (2018) dosahuje pouze dvou třetin tehdejšího stavu, zejména proto, že mnoho majitelů soukromých pokojů se od turistiky odvrátilo. Vedení města se nyní snaží tomuto poklesu čelit kontroverzními projekty.

## Současnost
Obec slouží především službám spojeným s turistickým ruchem a se sporty. V zimě jsou využívány lyžařské terény pro sjezd a běžecké trasy, v létě je rozšířená vysokohorská turistika a vodním sportům slouží divoká voda řeky Ötztaler Ache.

## Památky
- Farní kostel sv. Mikuláše a sv. Jiří, jednolodní pozdně gotická stavba s hranolovou věží z doby kolem roku 1500, průčelí zbarokované roku 1667, renovováno koncem 19. století, kdy vznikly také nástěnné malby.
- ruiny hradu Auenstein (v místní časti Ötzerau), v horách, přístupné po dřevěném můstku, nedaleko barokní kaple
- Dva historické hostince s malbou na fasádě
- Turmmuseum, horské muzeum ve věži, oceněné jako nejlepší tyrolské muzeum roku 2004.
- Kalvarienberg, poutní kříž na hoře

## Sport
- Každoročně se na řece Ötztaler Ache pořádá mistrovství ve slalomu na kajaku.
- Sjíždění řeky na raftu je provozováno komerčně.

## Osobnosti
- Antonín Braun (1685–1742), rodák, sochař vrcholného baroka, působil v Čechách, zemřel v Praze.
- Kassian Haid (1879 – 1949), rodák, generální opat cisterciáckého řádu
- Miroslav Tyrš ((1832–1884), zakladatel Sokola, utonul v říčce Ötztaler Ache nedaleko obce.